# الفتى العجوز (فلم 2013)
الفتى العجوز (بالإنجليزية: Oldboy) هو فيلم جريمة أُصدر في الولايات المتحدة سنة 2013.

## قصة الفيلم
تاريخ العرض: 18 ديسمبر 2013 (المزيد) تصنيف العمل: حركة (المزيد)
أوه دايسو الرجل الذي يُسجَن في ناطحة سحاب من قبل مجهولين لمدة خمسة عشر عاماً، قبل أن يخرج فاقداً لأسرته وحياته، ويبحث بشهوة انتقام جنونية عن السبب الذي دفعه لخسارة كل هذه السنوات، محاولاً الإجابة على سؤالي: من الذي حَبَسني؟ ولماذا؟.

## طاقم التمثيل
- جوش برولين
- إليزابيث أولسن
- شارلتو كوبلي
- صامويل جاكسون
- موخائيل إمباريولي
- جيمس رانسون
- ماكس كاسلا
- ليندا إموند
- لانس ريديك
- هنا وار
- كاتلين ديلاناي
- غري دامون

## الميزانية والإيرادات
بلغت تكلفة إنتاج الفيلم حوالي 30 مليون دولار.

## وصلات خارجية
- مقالات تستعمل روابط فنية بلا صلة مع ويكي بيانات